# Gran Premio d'Europa 2003
Il Gran Premio d'Europa 2003 è stato un Gran Premio di Formula 1 disputato il 29 giugno 2003 al circuito del Nürburgring, in Germania. La gara fu vinta da Ralf Schumacher su Williams - BMW, davanti al compagno di squadra Juan Pablo Montoya e a Rubens Barrichello su Ferrari.

## Vigilia

### Aspetti sportivi
La Williams e la BMW annunciarono di aver prolungato il proprio rapporto fino al termine della stagione 2009. La casa tedesca aumentò il proprio impegno economico, impegnandosi anche a sostenere la scuderia inglese nello sviluppo della trasmissione e dell'elettronica delle proprie vetture. Frank Williams escluse, però, la possibilità che BMW diventasse azionista della scuderia.

### Aspetti tecnici
La McLaren posticipò ulteriormente il debutto della nuova MP4-18, spostandolo al Gran Premio d'Italia per via dei problemi di affidabilità presentati dalla monoposto nei test privati. La scuderia inglese, inoltre, tornò a montare sulle MP4-17D la vecchia sospensione anteriore, preferita dai piloti a quella introdotta a partire dal Gran Premio del Canada. La Ferrari non introdusse novità tecniche sostanziali, mentre la Williams portò in pista delle nuove fiancate caratterizzate da delle ciminiere con un nuovo disegno.

## Prove libere

### Risultati
I tempi migliori nelle prove libere di venerdì mattina furono i seguenti:
| Pos | Nº | Pilota         | Costruttore        | Tempo    |
| --- | -- | -------------- | ------------------ | -------- |
| 1   | 20 | Olivier Panis  | Toyota             | 1'31"197 |
| 2   | 14 | Mark Webber    | Jaguar - Cosworth  | 1'31"224 |
| 3   | 6  | Kimi Räikkönen | McLaren - Mercedes | 1'31"260 |

I tempi migliori nelle prove libere di sabato mattina furono i seguenti:
| Pos | Nº | Pilota             | Costruttore        | Tempo    |
| --- | -- | ------------------ | ------------------ | -------- |
| 1   | 20 | Olivier Panis      | Toyota             | 1'31"181 |
| 2   | 2  | Rubens Barrichello | Ferrari            | 1'32"039 |
| 3   | 5  | David Coulthard    | McLaren - Mercedes | 1'32"471 |

| Pos | Nº | Pilota             | Costruttore    | Tempo    |
| --- | -- | ------------------ | -------------- | -------- |
| 1   | 4  | Ralf Schumacher    | Williams - BMW | 1'31"305 |
| 2   | 3  | Juan Pablo Montoya | Williams - BMW | 1'31"366 |
| 3   | 20 | Olivier Panis      | Toyota         | 1'31"490 |

## Qualifiche

### Resoconto
Nella sessione di venerdì a serbatoi scarichi, in parte disturbata da un acquazzone improvviso, Räikkönen ottenne il miglior tempo, precedendo di quasi quattro decimi Michael Schumacher. Il pilota finlandese si ripeté anche il giorno dopo, conquistando la prima pole position in carriera e la prima per la McLaren dal Gran Premio di Monaco 2001 pur non avendo fatto segnare la migliore prestazione in nessuno dei tre settori del tracciato. Alle sue spalle si piazzò nuovamente Michael Schumacher, stavolta staccato di appena tre centesimi di secondo. I piloti della Williams occuparono la seconda fila, con Ralf Schumacher davanti a Montoya di poco più di un decimo.
Barrichello fece segnare il quinto tempo, seguito da Trulli, Panis e Alonso. Coulthard ottenne solamente la nona posizione, accusando un distacco di oltre un secondo dal compagno di squadra e venendo apertamente criticato da Martin Whitmarsh per l'eccessiva cautela con la quale aveva affrontato la qualifica. Anche Villeneuve fu protagonista di una prestazione negativa, qualificandosi in diciassettesima posizione con un tempo di oltre un secondo più lento di quello ottenuto dal compagno di squadra Button. Infine Heidfeld, fermato da problemi al motore, non marcò nessun tempo cronometrato e dovette schierarsi in ultima posizione sulla griglia di partenza.

### Risultati
| Pos | No | Pilota                | Costruttore        | Pneumatici | Venerdì     | Sabato      | Distacco |
| --- | -- | --------------------- | ------------------ | ---------- | ----------- | ----------- | -------- |
| 1   | 6  | Kimi Räikkönen        | McLaren - Mercedes | M          | 1'29"989    | 1'31"523    |          |
| 2   | 1  | Michael Schumacher    | Ferrari            | B          | 1'30"353    | 1'31"555    | +0"032   |
| 3   | 4  | Ralf Schumacher       | Williams - BMW     | M          | 1'30"522    | 1'31"619    | +0"096   |
| 4   | 3  | Juan Pablo Montoya    | Williams - BMW     | M          | 1'30"378    | 1'31"765    | +0"242   |
| 5   | 2  | Rubens Barrichello    | Ferrari            | B          | 1'30"842    | 1'31"780    | +0"257   |
| 6   | 7  | Jarno Trulli          | Renault            | M          | 1'31"143    | 1'31"976    | +0"453   |
| 7   | 20 | Olivier Panis         | Toyota             | M          | 1'57"327    | 1'32"350    | +0"827   |
| 8   | 8  | Fernando Alonso       | Renault            | M          | 1'31"533    | 1'32"424    | +0"901   |
| 9   | 5  | David Coulthard       | McLaren - Mercedes | M          | 1'30"903    | 1'32"742    | +1"219   |
| 10  | 21 | Cristiano da Matta    | Toyota             | M          | senza tempo | 1'32"949    | +1"426   |
| 11  | 14 | Mark Webber           | Jaguar - Cosworth  | M          | 1'35"972    | 1'33"066    | +1"543   |
| 12  | 17 | Jenson Button         | BAR - Honda        | B          | 1'32"479    | 1'33"395    | +1"872   |
| 13  | 11 | Giancarlo Fisichella  | Jordan - Ford      | B          | 1'32"196    | 1'33"553    | +2"030   |
| 14  | 12 | Ralph Firman          | Jordan - Ford      | B          | 1'53"893    | 1'33"827    | +2"304   |
| 15  | 10 | Heinz-Harald Frentzen | Sauber - Petronas  | B          | 1'32"201    | 1'34"000    | +2"477   |
| 16  | 15 | Antônio Pizzonia      | Jaguar - Cosworth  | M          | 1'57"435    | 1'34"159    | +2"636   |
| 17  | 16 | Jacques Villeneuve    | BAR - Honda        | B          | senza tempo | 1'34"596    | +3"073   |
| 18  | 19 | Jos Verstappen        | Minardi - Cosworth | B          | 1'55"921    | 1'36"318    | +4"795   |
| 19  | 18 | Justin Wilson         | Minardi - Cosworth | B          | 1'54"546    | 1'36"485    | +4"962   |
| 20  | 9  | Nick Heidfeld         | Sauber - Petronas  | B          | 1'52"300    | Senza tempo | /        |

## Gara

### Resoconto
Al via Räikkönen mantenne agevolmente la testa della corsa, mentre alle sue spalle Ralf Schumacher infilò il fratello Michael e si portò in seconda posizione. Alle loro spalle si inserì Barrichello, seguito da Montoya, Trulli e Alonso. Räikkönen staccò immediatamente i rivali, mentre Ralf Schumacher dovette resistere alla pressione del fratello nelle prime tornate, riuscendo successivamente a guadagnare un discreto margine sul rivale. Barrichello perse terreno nei confronti del compagno di squadra, ma non ebbe difficoltà nel contenere Montoya.
La situazione rimase stabile fino alla prima serie di pit stop, inaugurata da Firman al decimo giro. Räikkönen rifornì al sedicesimo passaggio, mantenendo la testa della corsa con un discreto vantaggio su Ralf Schumacher. Alle loro spalle le posizioni rimasero invariate, ad eccezione del sorpasso di Alonso sul compagno di squadra. Nel corso del ventiseiesimo giro, però, sulla McLaren di Räikkönen si ruppe il motore ed il pilota finlandese fu costretto al ritiro, cedendo quindi il comando della corsa a Ralf Schumacher.
Non ci furono altri avvenimenti di rilievo fino alla seconda serie di pit stop, aperta tra i piloti di testa da Michael Schumacher nel corso della trentasettesima tornata. Sfruttando le soste ai box Montoya sopravanzò Barrichello, rimontando poi rapidamente su Michael Schumacher. Al 42º giro il pilota colombiano fece segnare un tempo di quasi due secondi più rapido di quello del rivale, portando il suo attacco nel corso del passaggio seguente. Montoya affiancò il rivale all'esterno del tornante Dunlop: Schumacher tentò di resistere all'interno ma finì a contatto con la vettura del colombiano, andando in testacoda e fermandosi a cavallo del cordolo. Il pilota tedesco mantenne però il motore della vettura acceso e i commissari di pista, vista la posizione pericolosa in cui si trovava la sua vettura, lo aiutarono a ripartire spingendo la sua monoposto.
Il pilota tedesco tornò in pista in sesta posizione, alle spalle di Alonso e Coulthard. Quest'ultimo, risalito al quinto posto anche grazie al ritiro di Trulli per problemi meccanici, nelle ultime tornate tentò diverse volte di sopravanzare il giovane spagnolo della Renault, in crisi per l'elevata usura degli pneumatici. A quattro giri dal termine il pilota scozzese dovette allargare bruscamente la traiettoria alla chicane per evitare di tamponare il rivale, perdendo il controllo della vettura e terminando la propria gara nella via di fuga; a fine gara Coulthard espresse il suo disappunto nei confronti di Alonso, accusandolo di aver frenato dieci metri prima di quanto avesse fatto nella tornata precedente. I commissari decisero di non sanzionare lo spagnolo, giudicando non deliberata la sua azione.
Ralf Schumacher mantenne la prima posizione fino al traguardo, vincendo davanti al compagno di squadra Montoya e a Barrichello. Alonso difese il quarto posto dal rimontante Michael Schumacher, mentre Webber chiuse in sesta posizione, miglior risultato stagionale per sé e per la Jaguar. Button e Heidfeld, quest'ultimo autore di una buona rimonta dopo essere partito dalla corsia dei box, conquistarono le ultime posizioni a punti.

### Risultati
| Pos      | No | Pilota                | Costruttore        | Pneumatici | Giri | Tempo/Ritiro e posizione al ritiro | Partenza | Punti |
| -------- | -- | --------------------- | ------------------ | ---------- | ---- | ---------------------------------- | -------- | ----- |
| 1        | 4  | Ralf Schumacher       | Williams - BMW     | M          | 60   | 1:34:43"622                        | 3        | 10    |
| 2        | 3  | Juan Pablo Montoya    | Williams - BMW     | M          | 60   | +16"821                            | 4        | 8     |
| 3        | 2  | Rubens Barrichello    | Ferrari            | B          | 60   | +39"673                            | 5        | 6     |
| 4        | 8  | Fernando Alonso       | Renault            | M          | 60   | +1'05"731                          | 8        | 5     |
| 5        | 1  | Michael Schumacher    | Ferrari            | B          | 60   | +1'06"162                          | 2        | 4     |
| 6        | 14 | Mark Webber           | Jaguar - Cosworth  | M          | 59   | +1 giro                            | 11       | 3     |
| 7        | 17 | Jenson Button         | BAR - Honda        | B          | 59   | +1 giro                            | 12       | 2     |
| 8        | 9  | Nick Heidfeld         | Sauber - Petronas  | B          | 59   | +1 giro                            | 20       | 1     |
| 9        | 10 | Heinz-Harald Frentzen | Sauber - Petronas  | B          | 59   | +1 giro                            | 15       |       |
| 10       | 15 | Antônio Pizzonia      | Jaguar - Cosworth  | M          | 59   | +1 giro                            | 16       |       |
| 11       | 12 | Ralph Firman          | Jordan - Ford      | B          | 58   | +2 giri                            | 14       |       |
| 12       | 11 | Giancarlo Fisichella  | Jordan - Ford      | B          | 58   | +2 giri                            | 13       |       |
| 13       | 18 | Justin Wilson         | Minardi - Cosworth | B          | 58   | +2 giri                            | 19       |       |
| 14       | 19 | Jos Verstappen        | Minardi - Cosworth | B          | 57   | +3 giri                            | 18       |       |
| 15       | 5  | David Coulthard       | McLaren - Mercedes | M          | 56   | Testacoda (5°)                     | 9        |       |
| Ritirato | 21 | Cristiano da Matta    | Toyota             | M          | 53   | Motore (12º)                       | 10       |       |
| Ritirato | 16 | Jacques Villeneuve    | BAR - Honda        | B          | 51   | Cambio (15º)                       | 17       |       |
| Ritirato | 7  | Jarno Trulli          | Renault            | M          | 37   | Pompa benzina (5º)                 | 6        |       |
| Ritirato | 20 | Olivier Panis         | Toyota             | M          | 37   | Freni (10º)                        | 7        |       |
| Ritirato | 6  | Kimi Räikkönen        | McLaren - Mercedes | M          | 25   | Motore (1°)                        | 1        |       |

## Classifiche

### Piloti
| Pos. | Pilota                | Punti |
| ---- | --------------------- | ----- |
| 1    | Michael Schumacher    | 58    |
| 2    | Kimi Räikkönen        | 51    |
| 3    | Ralf Schumacher       | 43    |
| 4    | Juan Pablo Montoya    | 39    |
| 5    | Fernando Alonso       | 39    |
| 6    | Rubens Barrichello    | 37    |
| 7    | David Coulthard       | 25    |
| 8    | Jarno Trulli          | 13    |
| 9    | Giancarlo Fisichella  | 10    |
| 9    | Jenson Button         | 10    |
| 11   | Mark Webber           | 9     |
| 12   | Heinz-Harald Frentzen | 7     |
| 13   | Cristiano da Matta    | 3     |
| 13   | Jacques Villeneuve    | 3     |
| 15   | Nick Heidfeld         | 2     |
| 16   | Ralph Firman          | 1     |
| 16   | Olivier Panis         | 1     |

### Costruttori
| Pos. | Team               | Punti |
| ---- | ------------------ | ----- |
| 1    | Ferrari            | 95    |
| 2    | Williams - BMW     | 82    |
| 3    | McLaren - Mercedes | 76    |
| 4    | Renault            | 52    |
| 5    | BAR - Honda        | 13    |
| 6    | Jordan - Ford      | 11    |
| 7    | Sauber - Petronas  | 9     |
| 7    | Jaguar - Cosworth  | 9     |
| 9    | Toyota             | 4     |